# Сосанья, Нина
Ни́на Соса́нья (англ. Nina Sosanya, род. 6 июня 1969, Лондон) — английская актриса. Наиболее известна по роли в фильме «Последнее танго в Галифаксе».

## Ранняя жизнь и образование
Сосанья родилась в Лондоне в семье нигерийца и англичанки. Она училась в Консерватории танца и драмы, окончив отделение сценического искусства с отличием.

## Карьера
Сосанья появилась во многих театральных постановках, телесериалах и фильмах. Прорывом в карьере для актрисы стала постановка «Антония и Клеопатры» в Национальном театре и телесериал «Учителя». Она также снялась в мокьюментари «Людях как мы» (2001), культовом фильме «Реальная любовь» (2003), ситкоме «Натан Барли» (2005), мультфильме «Ренессанс» (2006), мини-сериалах «Казанова» (2005) и «Шекспир на новый лад» (2005), сериалах «Джонатан Крик» (2000) и «Медоуленд» (2007), а также появилась в эпизоде «Бойся её» (2006) сериала «Доктор Кто».
В 2003 году она исполнила роль Розалинды в постановке пьесы «Как вам это понравится» Королевской шекспировской компании в театре «Свон»; в 2008 году она вернулась в Королевскую шекспировскую компанию, сыграв Розалину в «Бесплодных усилиях любви». В январе 2010 года Нина сыграла Мэй Поллок в постановке пьесы Теннесси Уильямса «Кошка на раскалённой крыше» в театре «Новелло» в Лондоне.
Она появилась в роли Колли Трент во втором сезоне телесериала BBC «Пять дней» (2010), а также появилась в комедийном сериале BBC4 «Двадцать двенадцать» (2011) об организаторах Олимпийских игр в Лондоне и драматических сериалах BBC1 «Шёлк» (2011) и «Виртуозы» (2012). Недолгое время она снималась в детском научно-фантастическом сериале CBBC «Волшебники против пришельцев» (2012) в роли Триши, матери Бенни Шервуда.
В мини-сериале «Остров сокровищ» (2012) Сосанья исполнила роль Элиб Сильвер, а в сериале «Последнее танго в Галифаксе» она играла главную роль Кейт Маккензи в первых трёх сезонах. В 2015 году она сыграла в постановке пьесы «Голосование», а в 2016 году — в трилогии «Молодой Чехов». Также в 2016 году актриса исполнила одну из ролей в сериале ITV «Марчелла».

## Фильмография
| Год       |     | Русское название                     | Оригинальное название               | Роль                               |
| --------- | --- | ------------------------------------ | ----------------------------------- | ---------------------------------- |
| 1992      | с   | Чисто английское убийство            | The Bill                            | Линда                              |
| 1992      | с   | Главный подозреваемый                | Prime Suspect                       | Джоан Фагунва                      |
| 1994      | ф   | Геракл и амазонки                    | Hercules and the Amazon Women       | Хилла                              |
| 1999      | с   | Джонатан Крик                        | Jonathan Creek                      | Карен Блейн                        |
| 2003      | ф   | Код 46                               | Code 46                             | Аня                                |
| 2003      | ф   | Реальная любовь                      | Love Actually                       | Энни                               |
| 2005      | с   | Казанова                             | Casanova                            | Беллино                            |
| 2005      | ф   | Мандерлей                            | Manderlay                           | Роза                               |
| 2005      | с   | Шекспир на новый лад                 | ShakespeaRe-Told                    | Маргарет                           |
| 2006      | мф  | Ренессанс                            | Renaissance                         | Репарез                            |
| 2006      | с   | Доктор Кто                           | Doctor Who                          | Триш Уэббер                        |
| 2006      | ф   | Широкое Саргассово море              | Wide Sargasso Sea                   | Кристофина                         |
| 2008      | с   | Раскопки                             | Bonekickers                         | Рэйчел                             |
| 2011      | с   | Шёлк                                 | Silk                                | Кейт Брокман                       |
| 2012      | с   | Виртуозы                             | Hustle                              | Линда Ранкорн                      |
| 2012      | с   | Остров сокровищ                      | Treasure Island                     | Алибе Сильвер                      |
| 2012      | с   | Вера                                 | Vera                                | главный суперинтендант Рэйчел Уэйт |
| 2012      | с   | Безмолвный свидетель                 | Silent Witness                      | Д.С. Брукс                         |
| 2012      | с   | Льюис                                | Lewis                               | Лилиан Хантер                      |
| 2012—2013 | с   | Волшебники против пришельцев         | Wizards vs Aliens                   | Триша Шервуд                       |
| 2014      | с   | Шетланд                              | Shetland                            | Уиллоу Ривз                        |
| 2015      | тсп | Голосование                          | The Vote                            | Лора Уильямс                       |
| 2015      | с   | Ты, я и конец света                  | You, Me and the Apocalypse          | маршал США Тесс Картер             |
| 2016      | с   | Марчелла                             | Marcella                            | Лаура Портер                       |
| 2017      | ф   | Ты, я и он                           | You, Me and Him                     | доктор Паркс                       |
| 2017      | с   | Ответный удар: Возмездие             | Strike Back: Retribution            | полковник Адина Донован            |
| 2018      | с   | Убивая Еву                           | Killing Eve                         | Джесс                              |
| 2018      | мс  | Хильда                               | Hilda                               | дополнительные голоса              |
| 2019      | ф   | Код «Красный»                        | Red Joan                            | госпожа Харт                       |
| 2019      | мс  | Тёмный кристалл: Эпоха сопротивления | The Dark Crystal: Age of Resistance | Модра Мера                         |
| 2019—2022 | с   | Тёмные начала                        | His Dark Materials                  | Элейн Парри                        |
| 2019—2023 | с   | Благие знамения                      | Good Omens                          | сестра Мэри Таратора / Нина        |
| 2020      | с   | Дивный новый мир                     | Brave New World                     | Мустафа Монд                       |
| 2020      | с   | Постановка                           | Staged                              | Джо                                |
| 2020      | с   | Маленькие пташки                     | Little Birds                        | Лили фон X                         |
| 2023      | ф   | Всемирный потоп                      | The End We Start From               | Джи                                |
| 2024      | с   | Оленёнок                             | Baby Reindeer                       | Лиз                                |